# 25125 Brodallan
25125 Brodallan (tên chỉ định: 1998 RN78) là một tiểu hành tinh vành đai chính. Nó được phát hiện bởi dự án Nghiên cứu tiểu hành tinh gần Trái Đất Lincoln ở Socorro, New Mexico, ngày 14 tháng 9 năm 1998. Nó được đặt theo tên Broderick David Allan, an American student và finalist in the 2008 Society for Science & the Public middle school science competition.